# Athetis vparvum
Athetis vparvum là một loài bướm đêm trong họ Noctuidae.